# Răchițele, Cluj
Răchițele (în maghiară Havasrekettye) este un sat în comuna Mărgău din județul Cluj, Transilvania, România.

## Componență
Satul este format din vatra sa principală și din cătunele Doda Pilii și Ic Ponor.

## Demografie
La recensământul din 1930 au fost înregistrați 1.512 locuitori, toți români. Sub aspect confesional populația era alcătuită din 1.503 greco-catolici și 9 ortodocși.

## Lăcașuri de cult
- Biserica de lemn din Răchițele

## Atracții turistice
- Cascada Vălul Miresei

## Personalități
- Teodor Șușman (senior) (1894-1951), primar, luptător anticomunist
- Teofil Răchițeanu (n. 1943), jurnalist comunist la ziarul Scînteia, scriitor
- Emil Boc (n. 1966), prim ministru al României între 2008-2012 din partea PDL, primar al Clujului între 2004-2008 și din 2012 până în prezent (PD, PDL respectiv PNL)

## Cultură populară
Satul Răchițele este locul de filmare și locul acțiunii filmelor Pup-o, mă! și Pup-o, mă! 2: Mireasa nebună.

## Galerie de imagini

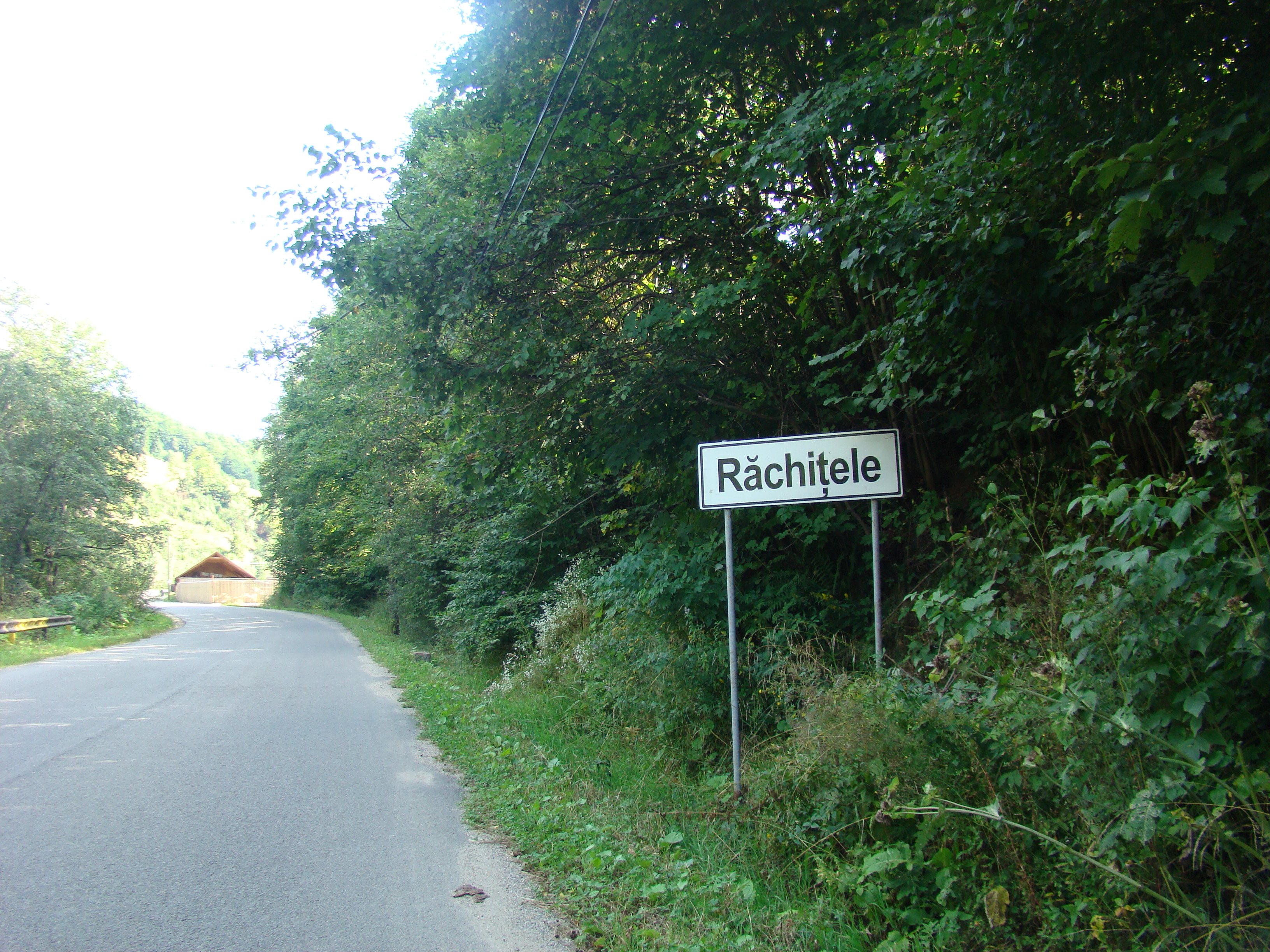
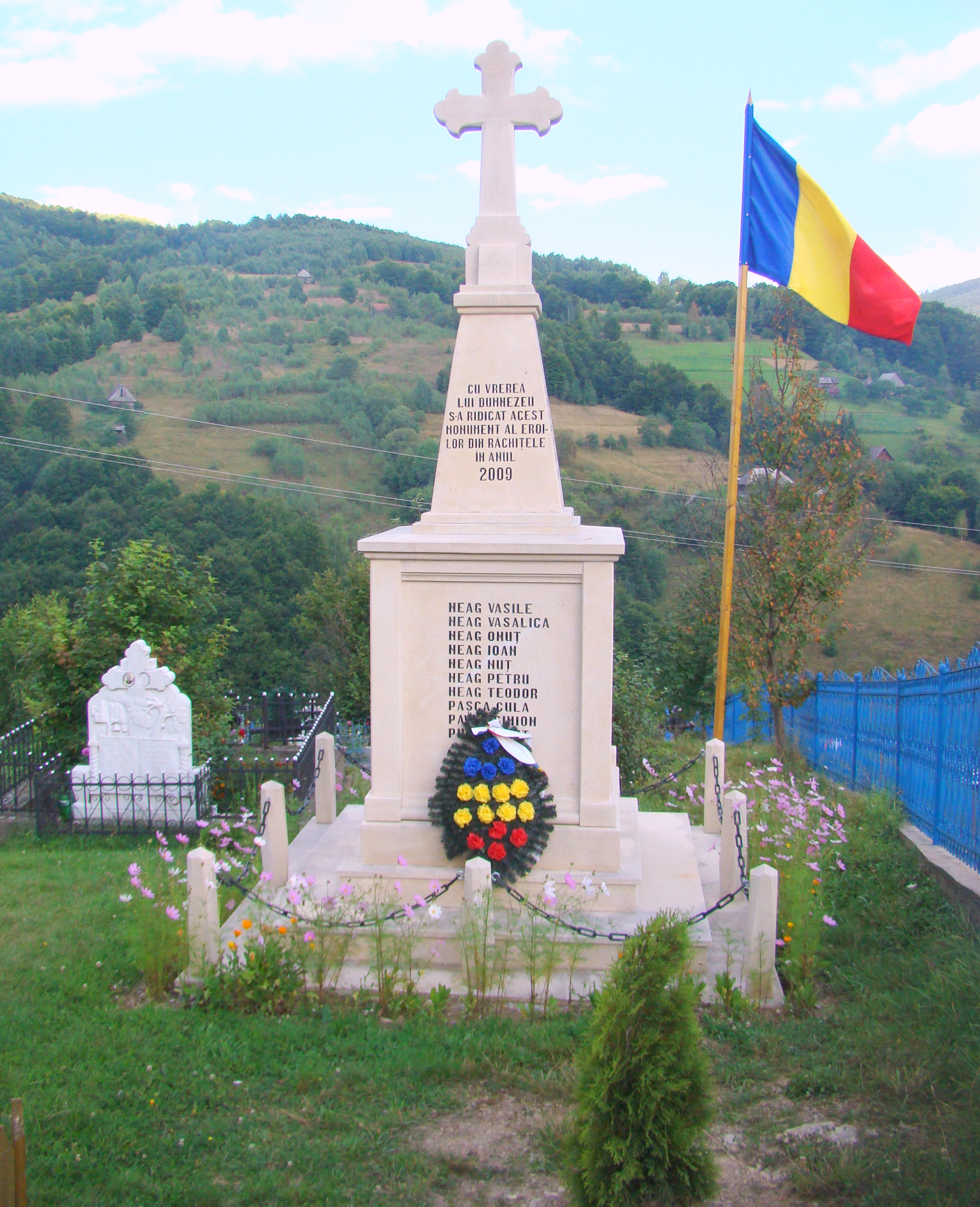
Monumentul Eroilor
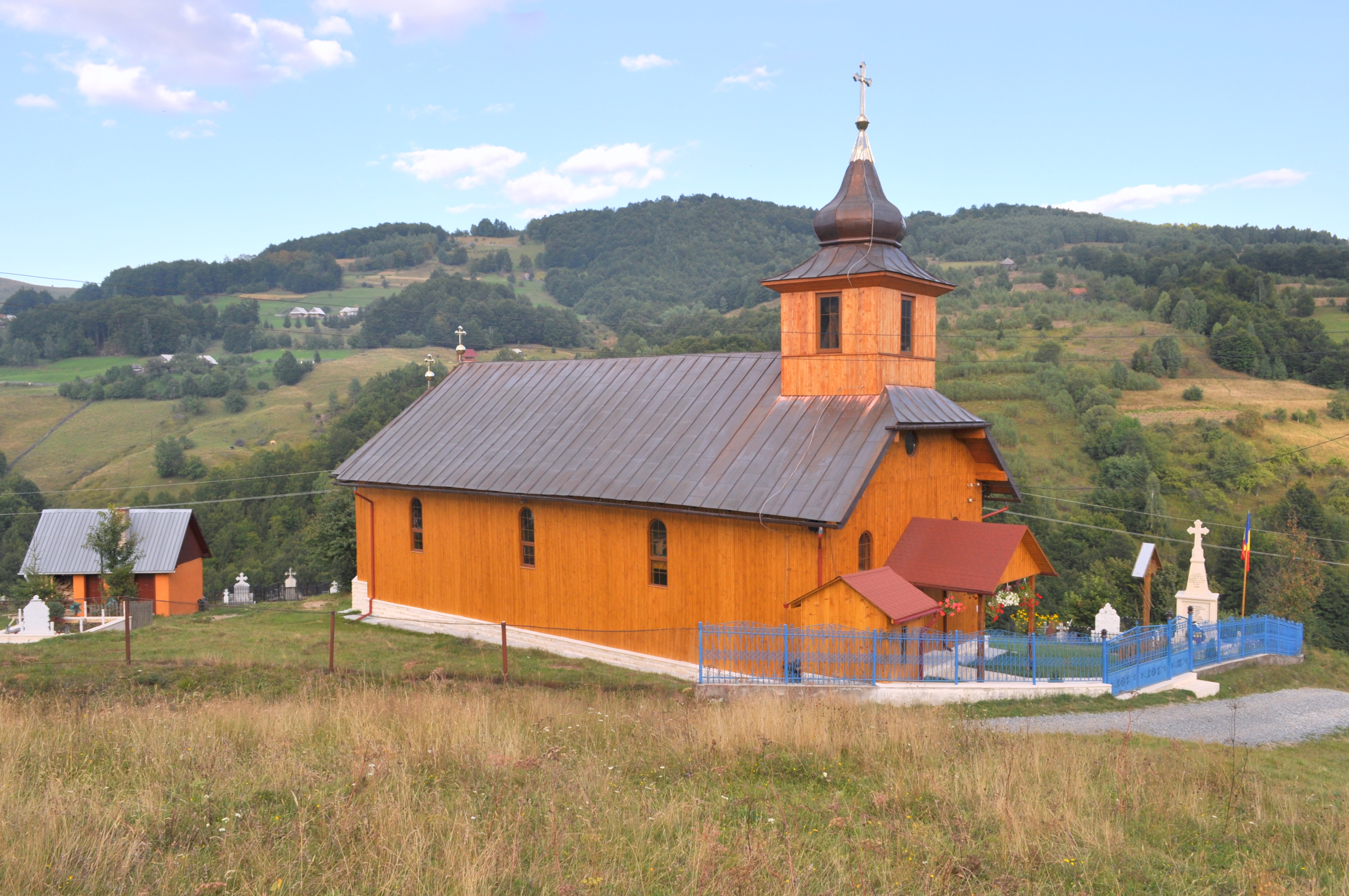
Biserica de lemn
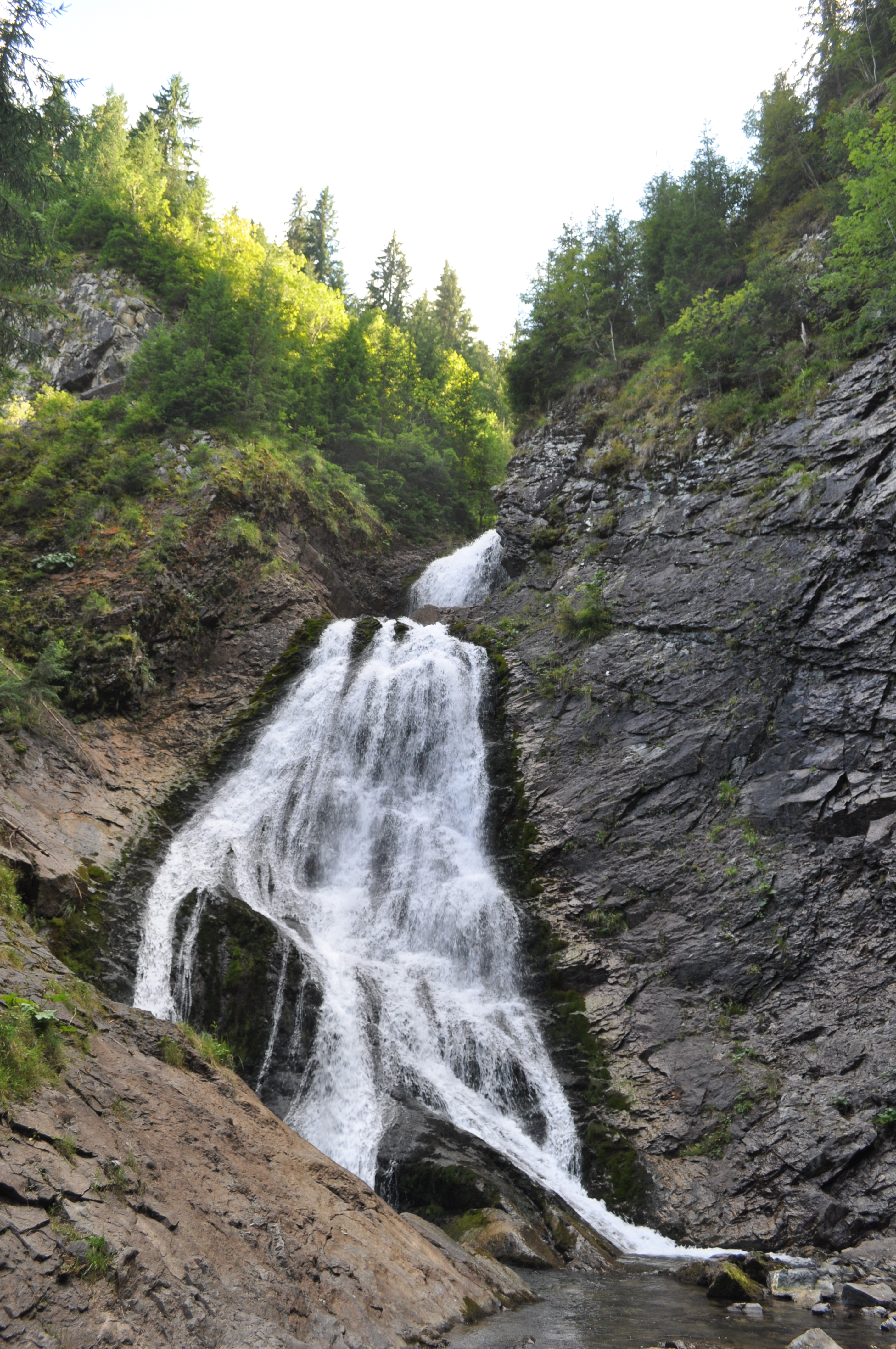
Cascada Vălul Miresei
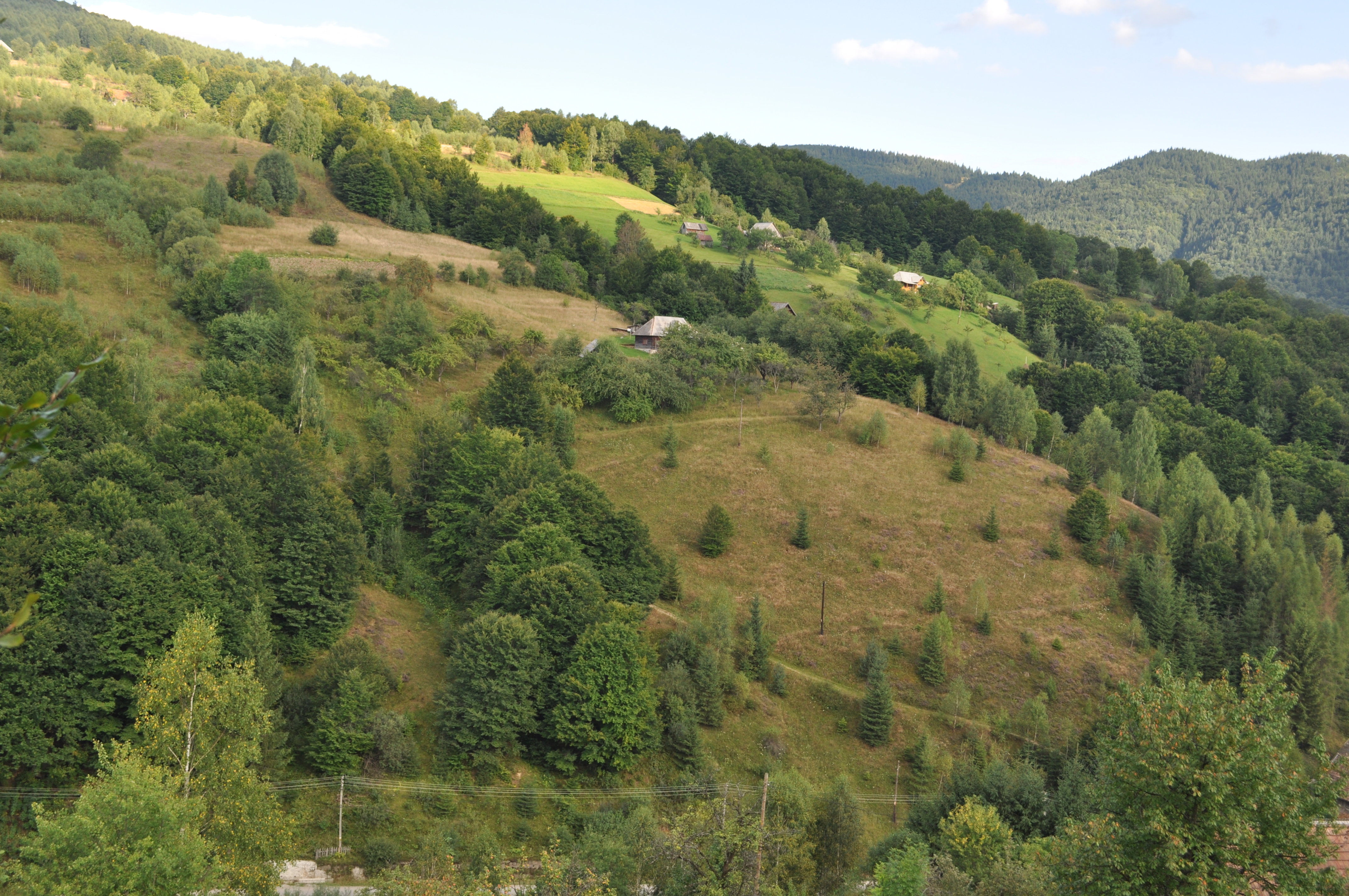
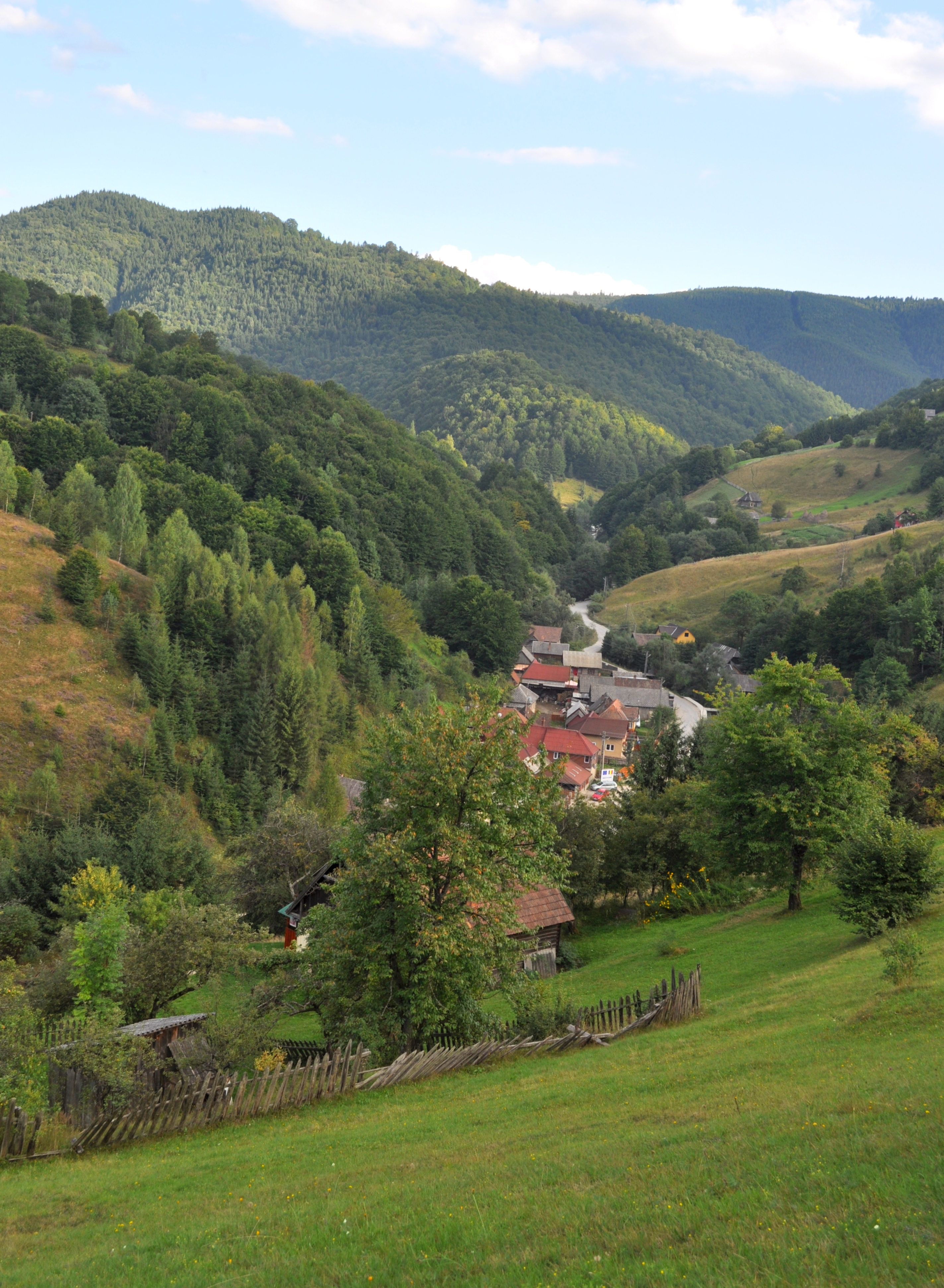
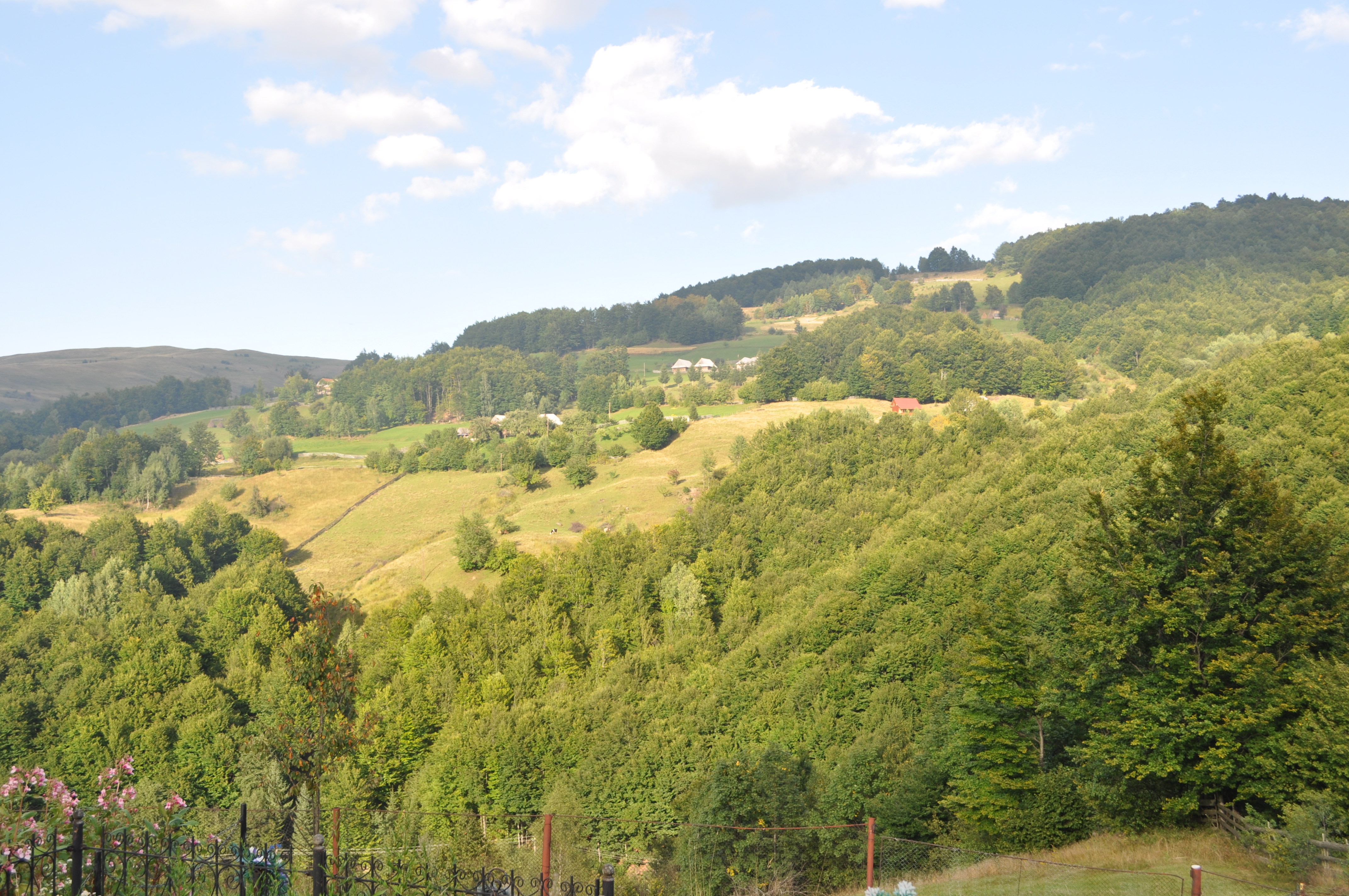